# 横县琼楠
横县琼楠（学名：Beilschmiedia henghsienensis）为樟科琼楠属下的一个种。

## 扩展阅读
- 維基物種上的相關：横县琼楠